# Pentanisia sykesii
Pentanisia sykesii là một loài thực vật có hoa trong họ Thiến thảo. Loài này được Hutch. mô tả khoa học đầu tiên năm 1906.